# Zhu De
Pour les articles homonymes, voir Zhu.
Dans ce nom chinois, le nom de famille, Zhu, précède le nom personnel.
 Zhu De  ou Chu Teh (Chinois : 朱德, Pinyin : Zhū Dé) (1er décembre 1886 – 6 juillet 1976) était un militaire et homme d'État chinois, cadre dirigeant du Parti communiste chinois. Il est considéré comme le fondateur de l'Armée rouge chinoise (l’ancêtre de l’Armée populaire de libération) et l'un des principaux tacticiens militaires de la révolution qui aboutit à la création de la république populaire de Chine. Il fut chef de l'État de facto de janvier 1975 à juillet 1976, après avoir été vice-président de la république populaire sous la présidence de Mao Zedong.

## Biographie

### Première carrière militaire
Zhu De naît dans une famille paysanne aisée du district de Yilong, une région isolée et vallonnée du nord de la province du Sichuan. Après une éducation secondaire financée par son clan, Zhu De s'installe à Chengdu pour étudier l’éducation physique avant de rejoindre l’armée. En 1908, il entre à l’académie militaire du Yunnan à Kunming. Durant cette période, il devient sympathisant des idées nationalistes du Tongmenghui de Sun Yat-sen, étant un partisan du chef militaire Cai E. Après l’obtention de son diplôme, il enseigne à l’académie. Lors de la révolution chinoise de 1911 qui aboutit au reversement de la Dynastie Qing, Zhu accompagne les forces militaires de Cai E, qui mènent l'offensive dans le Sichuan.
En 1915, lors de la tentative de restauration impériale par Yuan Shikai, Zhu De fait partie des forces républicaines dans le Yunnan. Après la mort de Yuan Shikai, Cai E devient gouverneur du Sichuan et Zhu De est nommé brigadier. Il commande notamment des unités le long des frontières du Laos et du Viêt Nam dans les premières années de la république de Chine et participe à la lutte entre factions rivales au temps du gouvernement des seigneurs de la guerre. Dans ses livres, notamment « Le Fils du consul », Lucien Bodard, racontant (et romançant) sa propre enfance au Sichuan et au Yunnan, évoque ce personnage romanesque comme ses yeux d'enfant l'ont mémorisé.
En 1916, Cai E meurt. Privé de son chef et de sa famille, Zhu De devient dépendant de l’opium, continuant d'évoluer dans le milieu des seigneurs de la guerre. Vers la fin de la décennie, il est membre des forces de l'ordre dans le Yunnan. La seconde femme de Zhu De et son enfant ayant été tués dans un conflit avec des factions armées rivales, Zhu De décide apparemment de changer de vie. Il réussit à se débarrasser de sa dépendance en 1922 dans un hôpital de Shanghai. Ayant découvert le marxisme et le léninisme, il tente de se rapprocher une première fois du Parti communiste chinois, qui ne l'accepte cependant pas comme membre du fait de son passé parmi les seigneurs de la guerre.

### Passage au communisme
Fin 1922, il se rend en Europe pour étudier à l’université de Göttingen en Allemagne de 1922 à 1925. Il fait à cette occasion la connaissance de Zhou Enlai qui le parraine pour adhérer au Parti communiste chinois. Expulsé d'Allemagne pour sa proximité avec des groupes révolutionnaires, il voyage en Union soviétique à partir de juillet 1925 pour y étudier les affaires militaires.
Revenu en Chine en 1926, Zhu est officier dans un régiment de l’Armée nationale révolutionnaire du Kuomintang et devient responsable de l'institut militaire de Nanchang. En août 1927, il reçoit l'ordre de mater le soulèvement de Nanchang, animé notamment par Zhou Enlai et Liu Bocheng, mais, complice des rebelles, il se joint ouvertement à eux. Le 1er août 1927, date du soulèvement, est considéré comme la date de naissance de l'Armée Populaire de Libération (APL) de la république populaire de Chine.

### Guerre civile
La colonne des troupes révoltées est finalement dispersée, et les survivants se réfugient dans les montagnes du Jinggang, où ils rejoignent les forces de Mao Zedong qui ont elles-mêmes fui l'échec du soulèvement de la récolte d'automne. Zhu apporte ses troupes et son expérience militaire au soviet de Mao, et met sur pied une force de guérilla qui se consolide et progresse dans les zones contrôlées par les communistes. En 1931, les territoires communistes se fédèrent officiellement sous le nom de République soviétique chinoise, la force armée prenant officiellement le nom d'Armée rouge chinoise, Zhu De en étant nommé responsable.
Dans les années suivantes, les troupes de Zhu De repoussent plusieurs assauts des forces gouvernementales : elles sont finalement battues en 1934 et doivent entamer la Longue Marche. Durant celle-ci, Zhu De et Zhang Guotao commandent la « colonne de l’ouest » de l’Armée rouge qui survécut avec peine à la retraite au travers de la province du Sichuan. À Yan'an, Zhu entame la reconstruction de l’Armée rouge sous la direction politique de Mao.
Durant la guerre sino-japonaise, il est le commandant en titre les troupes communistes alors intégrées à l'Armée nationale révolutionnaire du Kuomintang, dans le cadre de l'alliance contre les Japonais. En 1940, contre l'avis de Mao, il mène avec Peng Dehuai l'offensive des cent régiments contre les Japonais : l'attaque est un succès, mais est suivie d'une terrible campagne de répression.
En 1946, l'Armée rouge chinoise prend le nom officiel d'Armée populaire de libération, Zhu devenant son commandant en chef. Il est alors membre du 7e Politburo du PCC.

## En république populaire de Chine
Dans le nouveau régime, Zhu De conserve son poste de chef de l'armée, tout en étant également vice-président du parti communiste de 1956 à 1966, et vice-président de la République de 1954 à 1959. En 1955, il est nommé maréchal. Il est membre des 8e, 9e et 10e Politburos du PCC.
Durant la révolution culturelle, il est démis de ses fonctions au Comité permanent de l'Assemblée nationale populaire. Il échappe cependant à toute persécution grâce à la protection de Zhou Enlai  et, en 1971, rentre à nouveau au Comité, dont il devient président.
De 1975 à sa mort l'année suivante, en tant que président du Comité permanent il est, de manière honorifique, le chef de l'État par intérim de la république populaire de Chine.

## Famille
Il est le mari de Kang Keqing. Son petit-fils Zhu Heping est vice-président de l'Académie de Commandement de l'Aviation de l'Armée populaire de libération.